# Svjetski dan štednje
Svjetski dan štednje (njem. Weltspartag; eng. World Savings Day) obilježava se svake godine potkraj listopada u spomen na Prvi međunarodni kongres štedioničara održan 1924. u Milanu u povijesnome sjedištu banke Cassa di Risparmio delle Province Lombarde. Profesor Filippo Ravizza, koji je kasnije bio i ravnatelj Instituta za međunarodne štedionice (eng. International Savings Banks Institute), posljednji je dan spomenutoga kongresa proglasio Svjetskim danom štednje. Taj dan posvećen je promicanju i jačanju svijesti javnosti o važnosti štednje za suvremenu ekonomiju i osobne potrebe svakog pojedinca.

## Povijest
U Milanu je od 26. do 31. listopada 1924. održan Prvi međunarodni kongres štedioničara (eng. First International Thrift Congress), tijekom kojega su predstavnici mnogih svjetskih štednih ustanova pokušali pronaći izlaz iz krize prouzročene Prvim svjetskim ratom. Sudionici kongresa usuglasili su se da je štednja prijeko potrebna za razvoj čovječanstva te je ustanovljen i Svjetski dan štednje kao prilog borbi protiv rasipništva. Tu je odluku donijelo 350 predstavnika oko 100 milijuna štediša iz 27 država svijeta, čime je istodobno započeto i razdoblje promišljanja o potrebi očuvanja postojećih resursa i promjeni načina njihove uporabe. Svojevrsni moto Svjetskoga dana štednje izražen je Drugoj rezoluciji kongresa:
Države koje su pokrenule proglašenje Svjetskoga dana štednje bile su Argentina, Australija, Austrija, Belgija, Brazil, Bugarska, Čehoslovačka, Čile, Danska, Finska, Francuska, Grčka, Italija, Japan, Jugoslavija, Latvija, Luksemburg, Mađarska, Nizozemska, Njemačka, Poljska, Rumunjska, SAD, Švedska, Švicarska, Španjolska, Urugvaj i Velika Britanija, a pozivnice za kongres bile su – među ostalima – upućene i predstavnicima Cipra, Estonije, Irske, Norveške i Portugala.

## Zanimljivosti
Svjetski je dan štednje najpopularniji bio u razdoblju od 1955. do 1970. godine, jer se tada vrlo intenzivno slavio diljem svijeta. U Austriji je svojedobno objavljivan i časopis za mlade štediše u nakladi od 400 000 primjeraka.
Danas se Svjetski dan štednje službeno obilježava 31. listopada. Budući da se toga dana u pojedinim njemačkim saveznim pokrajinama slavi Dan Reformacije, Svjetski se dan štednje obilježava dan ranije, odnosno posljednjeg radnog dana prije 31. listopada. U Francuskoj je tradicija obilježavanja Svjetskoga dana štednje skoro sasvim zamrla, a isto je i s državama u kojima sve veću popularnost stječe Noć vještica.

## Vanjske poveznice
- www.wsbi-esbg.org – WORLD SAVINGS DAY (eng.)